# Bahnstrecke Lunéville–Blâmont–Badonviller
| Lokalbahnhof Lunéville |                     |                                                 |                                                 |
| Fahrplan aus den 1920er/1930er Jahren |                     |                                                 |                                                 |
| Streckenlänge: | 35,8 km             |                                                 |                                                 |
| Spurweite: | 1000 mm (Meterspur) |                                                 |                                                 |
| |                     |                                                 |                                                 |
| \| \| \| Bahnstrecke Paris–Strasbourg \| von Paris \| \| \| 0,0 \| Lunéville Est \| Lunéville Est \| \| \| \| \| \| \| \| \| Bahnstrecke Lunéville–Saint-Dié \| nach Saint-Dié \| \| \| 1,2 \| Lunéville Local \| Lunéville Local \| \| \| 3,2 \| Chanteheux \| Chanteheux \| \| \| 6,0 \| Croismare \| Croismare \| \| \| \| Unterführung unter Bahnstrecke Paris–Strasbourg \| \| \| \| 8,9 \| Marainviller \| Marainviller \| \| \| \| Bahnstrecke Paris–Strasbourg \| nach Strasbourg \| \| \| 10,6 \| Thiébauménil \| Thiébauménil \| \| \| 14,4 \| Bénaménil \| Bénaménil \| \| \| 16,5 \| Domjevin \| Domjevin \| \| \| 17,7 \| Fréménil \| Fréménil \| \| \| 19,5 \| Ogéviller \| Ogéviller \| \| \| 21,6 0 \| Herbéviller \| Herbéviller \| \| \| 25,9 4,3 \| Domèvre \| Domèvre \| \| \| 28,4 6,8 \| Verdenal \| Verdenal \| \| \| 29,9 8,3 \| Blâmont Marchandises \| Blâmont Marchandises \| \| \| \| Bahnstrecke Igney-Avricourt–Cirey \| von Igney-Avricourt \| \| \| 30,3 8,7 \| Blâmont Terminus \| Blâmont Terminus \| \| \| \| Bahnstrecke Igney-Avricourt–Cirey \| nach Cirey \| \| \| \| \| \| \| \| 25,0 3,4 \| Mignéville \| Mignéville \| \| \| 28,5 6,9 \| Montigny \| Montigny \| \| \| 30,1 8,5 \| Sainte-Pôle \| Sainte-Pôle \| \| \| 32,0 10,4 \| Saint-Maurice \| Saint-Maurice \| \| \| 35,8 14,2 \| Badonviller \| Badonviller \| \| \| \| Bahnstrecke Baccarat–Badonviller \| nach Baccarat \| |                     |                                                 |                                                 |
| Strecke |                     | Bahnstrecke Paris–Strasbourg                    | von Paris                                       |
| Bahnhof · Kopfbahnhof Streckenanfang | 0,0                 | Lunéville Est                                   | Lunéville Est                                   |
| |                     |                                                 |                                                 |
| Strecke quer · Abzweig geradeaus und nach rechts · Strecke (außer Betrieb) |                     | Bahnstrecke Lunéville–Saint-Dié                 | nach Saint-Dié                                  |
| ehemaliger Dienststation / Betriebs- oder Güterbahnhof · Bahnhof (Strecke außer Betrieb) | 1,2                 | Lunéville Local                                 | Lunéville Local                                 |
| Strecke · Bahnhof (Strecke außer Betrieb) | 3,2                 | Chanteheux                                      | Chanteheux                                      |
| Strecke · Bahnhof (Strecke außer Betrieb) | 6,0                 | Croismare                                       | Croismare                                       |
| Strecke nach links · Kreuzung geradeaus oben (Strecke geradeaus außer Betrieb) · Strecke von rechts |                     | Unterführung unter Bahnstrecke Paris–Strasbourg | Unterführung unter Bahnstrecke Paris–Strasbourg |
| Bahnhof (Strecke außer Betrieb) · ehemaliger Bahnhof | 8,9                 | Marainviller                                    | Marainviller                                    |
| Strecke (außer Betrieb) · Strecke nach links · Strecke quer |                     | Bahnstrecke Paris–Strasbourg                    | nach Strasbourg                                 |
| Bahnhof (Strecke außer Betrieb) | 10,6                | Thiébauménil                                    | Thiébauménil                                    |
| Bahnhof (Strecke außer Betrieb) | 14,4                | Bénaménil                                       | Bénaménil                                       |
| Bahnhof (Strecke außer Betrieb) | 16,5                | Domjevin                                        | Domjevin                                        |
| Haltepunkt / Haltestelle (Strecke außer Betrieb) | 17,7                | Fréménil                                        | Fréménil                                        |
| Bahnhof (Strecke außer Betrieb) | 19,5                | Ogéviller                                       | Ogéviller                                       |
| Abzweig nach links und von links (Strecke außer Betrieb) · Bahnhof (Strecke außer Betrieb) | 21,6 0              | Herbéviller                                     | Herbéviller                                     |
| Strecke (außer Betrieb) · Bahnhof (Strecke außer Betrieb) | 25,9 4,3            | Domèvre                                         | Domèvre                                         |
| Strecke (außer Betrieb) · Haltepunkt / Haltestelle (Strecke außer Betrieb) | 28,4 6,8            | Verdenal                                        | Verdenal                                        |
| Strecke (außer Betrieb) · Dienststation / Betriebs- oder Güterbahnhof (Strecke außer Betrieb) | 29,9 8,3            | Blâmont Marchandises                            | Blâmont Marchandises                            |
| Strecke (außer Betrieb) · Strecke (außer Betrieb) · Strecke (außer Betrieb) |                     | Bahnstrecke Igney-Avricourt–Cirey               | von Igney-Avricourt                             |
| Strecke (außer Betrieb) · Kopfbahnhof Streckenende (Strecke außer Betrieb) · Bahnhof (Strecke außer Betrieb) | 30,3 8,7            | Blâmont Terminus                                | Blâmont Terminus                                |
| Strecke (außer Betrieb) · Strecke (außer Betrieb) |                     | Bahnstrecke Igney-Avricourt–Cirey               | nach Cirey                                      |
| Strecke (außer Betrieb) |                     |                                                 |                                                 |
| Bahnhof (Strecke außer Betrieb) | 25,0 3,4            | Mignéville                                      | Mignéville                                      |
| Bahnhof (Strecke außer Betrieb) | 28,5 6,9            | Montigny                                        | Montigny                                        |
| Bahnhof (Strecke außer Betrieb) | 30,1 8,5            | Sainte-Pôle                                     | Sainte-Pôle                                     |
| Bahnhof (Strecke außer Betrieb) | 32,0 10,4           | Saint-Maurice                                   | Saint-Maurice                                   |
| Kopfbahnhof Streckenende (Strecke außer Betrieb) · Kopfbahnhof Streckenanfang (Strecke außer Betrieb) | 35,8 14,2           | Badonviller                                     | Badonviller                                     |
| Strecke (außer Betrieb) |                     | Bahnstrecke Baccarat–Badonviller                | nach Baccarat                                   |

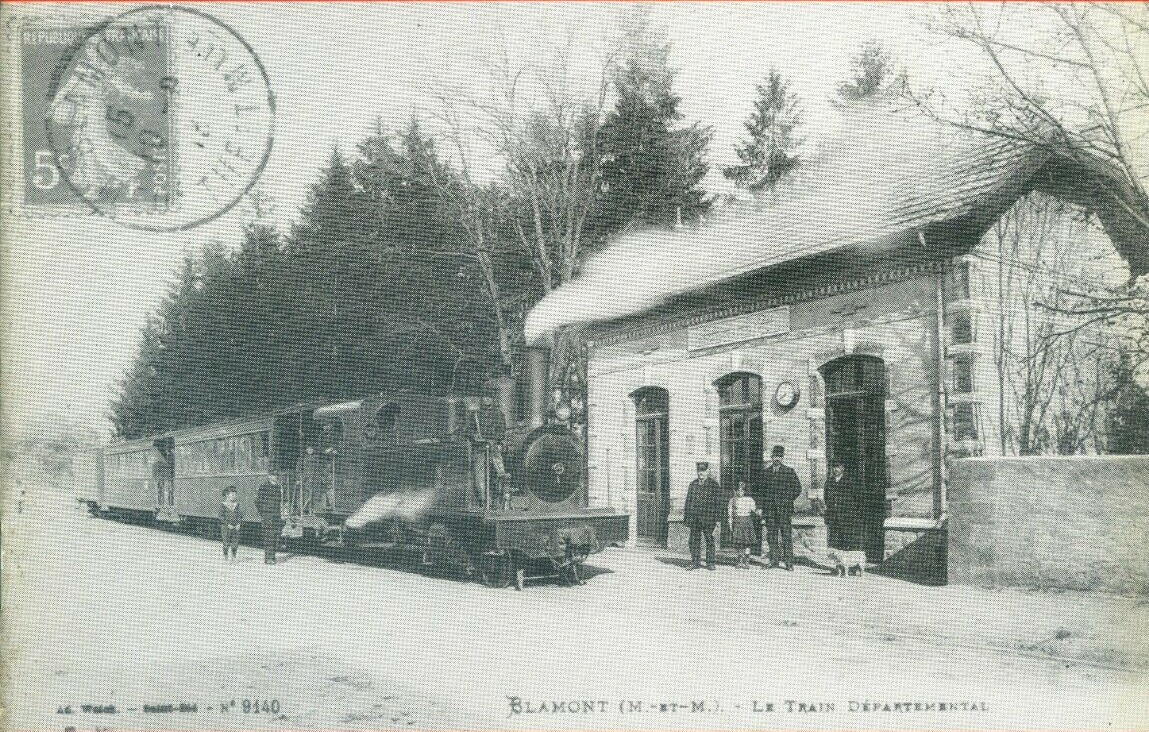
Bahnhof der LBB in Blâmont

Die Bahnstrecke Lunéville–Blâmont–Badonviller (LBB) war eine eingleisige, schmalspurige Eisenbahnstrecke im Département Meurthe-et-Moselle in Lothringen im Osten Frankreichs. Sie war von 1911 bis 1942 in Betrieb und wurde anschließend abgebaut.

## Verlauf
Die LBB setzte sich aus drei Ästen zusammen, die am Bahnhof von Herbéviller aufeinander trafen. Der westliche nach Lunéville und der östliche nach Blâmont folgten dem Verlauf des Flusses Vezouze, der südliche nach Badonviller dem der Blette. Die gesamte Streckenlänge betrug 44 Kilometer, von denen 14 auf den Südast, die restlichen 30 auf die Strecke zwischen Lunéville und Blâmont entfielen
In Lunéville begann die Strecke vor dem Bahnhof Est, heute einziger Bahnhof der Stadt, wo unmittelbarer Gleisanschluss zur ebenfalls meterspurigen Bahnstrecke Lunéville–Einville bestand. Am Bahnhof selbst verkehrten Züge der Ostbahn nach Paris und Straßburg sowie nach Saint Dié. Die LBB führte nach Osten, zum noch innerhalb der Stadtgrenzen gelegenen Lokalbahnhof, Sitz der Verwaltung und des Depots sowie Umschlagpunkt für Fracht von und zur Hauptbahn. Weiter ging es zunächst zu einem Gleisdreieck, über das, den Stadtkern großräumig umfahrend, nach Nordwesten hin der Bahnhof Lunéville-Jolivet an der Strecke nach Einville erreicht werden konnte. Die LBB führte weiter nach Osten über Chanteheux und Croismare nach Marainviller, wo sie mit einer Brücke über die Bahnstrecke Paris–Straßburg geführt wurde. Es folgten Thiébauménil, Manonviller, Bénaménil, Domjevin, Fréménil, Ogéviller und Herbéviller. Weiter nach Osten ging es über Domèvre und Verdenal nach Blâmont. Kein Anschluss bestand hier an die Bahnstrecke Igney-Avricourt–Cirey, da deren Bahnhof am gegenüberliegenden Ende der Stadt und auf der anderen Seite der Vezouze lag.
Der Ast nach Badonviller verließ den Bahnhof Herbéviller in Richtung Lunéville, bog dann nach Südosten ab, um über Mignéville, Montigny, Sainte-Pôle und Saint-Maurice sein Ziel zu erreichen. Am dortigen Bahnhof endete zugleich die normalspurige Bahnstrecke von Baccarat.

## Geschichte
Am 29. Februar 1908 erhielt die Compagnie des chemins de fer départementaux de l’Aube, die in der Region bereits 1902 die Bahnstrecke von Lunéville nach Einville fertiggestellt hatte, die Genehmigung zum Bau und Betrieb einer meterspurigen Lokalbahn. Am 29. Juni 1911 wurde der Verkehr aufgenommen, die offizielle Einweihungsfeier fand einige Wochen später, am 3. August, in Anwesenheit des Ministers für öffentliche Arbeiten, Jean Augagneur und des Kolonialministers Albert Lebrun statt. Die Dampflokomotiven waren vom Typ 130 T des Herstellers Corpet-Louvet, die Waggons stammten von Lorraine-Dietrich. Im Personenverkehr kamen später Schienenbusse der Typen JM und OM von De Dion-Bouton zum Einsatz.
Ab 1913 gab es Überlegungen, den Südast von Badonviller aus in nordöstlicher Richtung über Bréménil und Val-et-Châtillon bis nach Cirey zu verlängern und dabei über eine Anschlussbahn auch Holztransporte aus den Waldgebieten am Oberlauf der Vezouze durchzuführen. Obwohl die Planungen 1914 weit fortgeschritten waren, wurden sie ebenso wenig umgesetzt wie eine 1920 angedachte Erweiterung über Blâmont hinaus nach Héming und zum Rhein-Marne-Kanal.
Im Verlaufe des Ersten Weltkrieges geriet die Strecke früh in den unmittelbaren Frontbereich. Zwischen dem 2. August 1914 und dem 1. Februar 1919 blieb sie dem französischen Militär vorbehalten, Ziviltransporte fanden keine statt. Der östlichste Abschnitt, zwischen Domèvre und Blâmon, lag ab der Schlacht in Lothringen für längere Zeit im vom deutschen Heer besetzten Gebiet und konnte von daher nicht genutzt werden. Im Zuge der Kampfhandlungen wurden in diesem Abschnitt die Gleise, zwei Brücken und weitere bauliche Anlagen zerstört, die Schäden wurden nach dem Abzug der Truppen beseitigt. In der Kriegszeit wurde auch eine kurze Verbindungskurve westlich von Herbéviller erbaut, die es ermöglichte, Züge direkt vom West- auf den Südast zu führen, ohne einen Fahrtrichtungswechsel durchführen zu müssen. 1922 wurde ihre Trasse gesetzlich zum Teil der Strecke erklärt.
Am 31. August 1942 wurde der Personenverkehr auf der LBB eingestellt, zwei Wochen später, am 14. September, auch der Güterverkehr, Die endgültige Stilllegung erfolgte durch ein Dekret vom 4. Oktober 1943. Die Strecke ist heute vollständig abgebaut, einige der Bahnhöfe, darunter der Lokalbahnhof in Lunéville, sind erhalten geblieben.